# Квінт Кальпурній Пізон
Квінт Кальпурній Пізон (190 — після 135 р. до н. е.) — політичний, державний та військовий діяч Римської республіки, консул 135 року до н. е.

## Життєпис
Походив із впливового плебейського роду Кальпурніїв. Син Гая Кальпурнія Пізона, консула 180 року до н. е., та Гостилії Кварти. Про його молоді роки мало відомостей. 
У 138 році до н. е. став претором, під час виконання обов'язків якого вирішив суперечки щодо кордонів поміж Спартою та Мессенією.
у 135 році до н. е. його обрано консулом разом з Сервієм Фульвієм Флаком. Був спрямований до Ближньої Іспанії. Тут він пограбував область Паланцію, підступив до міста Нуманція, але зазнав поразки й відійшов на зимові квартири. Подальша його доля після закінчення каденції невідома.

## Родина
- Квінт Кальпурній Пізон, префект флота у 100 році до н. е.